# Brice Cadenet

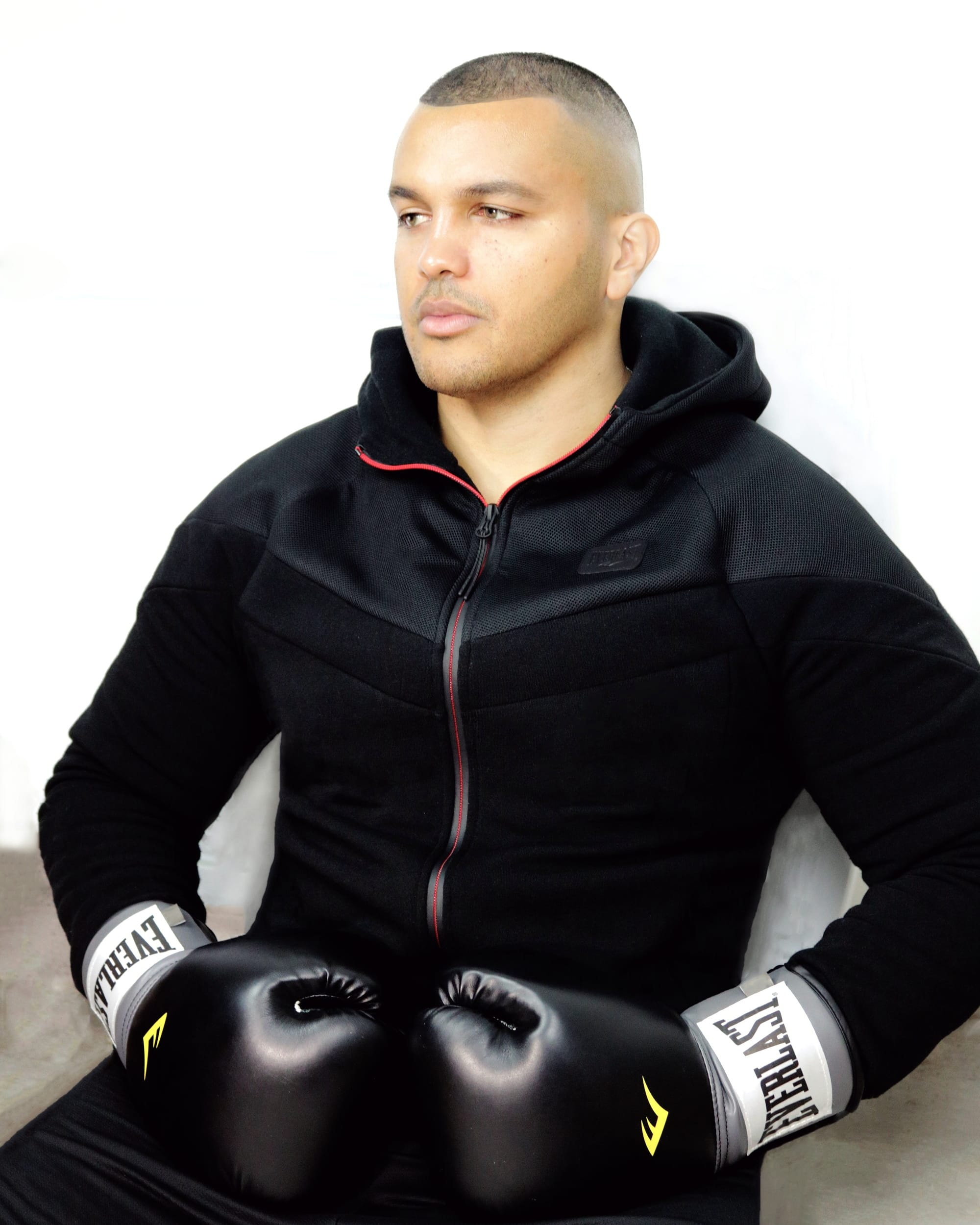

Brice Cadenet, né à Saint-Denis de La Réunion, est un boxeur français évoluant dans les catégories des poids lourds et super-lourds. Il est le premier Français à être médaillé d'or, dans la catégorie des super-lourds, aux Jeux de l'océan Indien 2011. En 2019, il remporte le titre de vice-champion du monde de kick-boxing.

## Jeunesse
Les parents de Brice Cadenet, Français tous les deux, ont vécu pendant plusieurs années dans le Rhône. Son père était légionnaire mais également boxeur. Cependant, le couple décide de retourner vivre définitivement à La Réunion. Brice Cadenet grandit à Bois de Nèfles, quartier situé dans les hauteurs de St-Denis (La Réunion). Il commence la boxe à l'âge de 6 ans avec son père, puis rejoint un club de St-Denis à 14 ans.

## Carrière
Brice Cadenet est multiple champion de La Réunion de kick-boxing et champion de France à 17 ans. Il décroche également le titre de champion Espoirs France. Il pratique aussi le muay-thaï. Dans cette discipline, il remporte à plusieurs reprises le titre de champion de La Réunion, ainsi que de nombreux titres internationaux. 
A l'âge de 19 ans, Brice Cadenet commence sa carrière en boxe anglaise. Il est sacré, à de nombreuses reprises, champion de La Réunion et de l'océan Indien. Il s'est également illustré dans divers galas internationaux de boxe anglaise. En 2011, il se qualifie pour les Jeux de l'océan Indien et devient le premier Français médaillé d'or dans la catégorie des super-lourds. La même année, il affronte Tony Yoka, médaillé d'or olympique. Par la suite, il rejoint l'équipe de France pour une durée d'un an. 
En 2019, il participe au championnat du monde de kick-boxing qui s'est déroulé à Bangkok, plus de 40 pays y étaient représentés. Brice Cadenet décroche le titre de vice-champion du monde de kick-boxing.  

## Projet de lutte contre les violences faites aux femmes
Brice Cadenet a fondé un programme de lutte contre les violences faites aux femmes. En 2018, dans le cadre d'un documentaire culturel réalisé par Alpha Pro, il s'est rendu au Cachemire pakistanais avec trois autres Français : Baby Mohammad (initiatrice du projet "Azad Cachemire"), Muriel Tounia (ancienne Miss Paris, journaliste et doctorante à la Sorbonne), et Ibrahim Sorel (président de BDM). Le travail des femmes, leur mode de vie et les traditions locales sont les principales thématiques de ce documentaire. 
Brice Cadenet est le premier athlète français à s'être rendu dans cette région difficile d'accès. Le président du Cachemire, Masood Khan, l'a félicité pour son parcours et lui a proposé de revenir dans le cadre d'un projet sportif.

## Palmarès
KICK-BOXING :
- Vice-champion du monde
- Champion international
- Champion de France
- Multiple champion de La Réunion
- Champion des Jeunes Espoirs France

BOXE ANGLAISE :
- Médaillé d'or aux JIOI

- Champion international

- Champion de l'océan Indien

- Multiple champion de La Réunion
- Ancien membre de l'équipe de France

MUAY THAÏ :
- Champion international
- Champion de La Réunion

## Cinéma
- 2011 : Signature réalisé par Hervé Hadmar, diffusé sur France 2 et Canal Plus, avec Sandrine Bonnaire et Sami Bouajila : Jason.

- 2014 : Petits secrets entre voisins diffusé sur TF1, TMC, TFX, La Deux, TF1 Séries Films

- 2016 : Ne m'abandonne pas réalisé par Xavier Durringer, diffusé sur France 2, avec Marc Lavoine, Sami Bouajila : Commissaire de police.
- 2016 : Arès réalisé par Jean-Patrick Benes, sélectionné au Festival international du film de Catalogne 2016, avec Ola Rapace : Boxeur et policier.
- 2018 : Gueule d'ange réalisé par Vanessa Filho, sélection Un certain regard au Festival de Cannes 2018, avec Marion Cotillard : Barman.